# José Horacio Basualdo
José Horacio Basualdo (Campana, província de Buenos Aires, 20 de juny de 1963) és un exfutbolista argentí.

## Trajectòria
Sorgit del Villa Dálmine, el club de la seua ciutat natal, el 1987 passa al Deportivo Mandiyú. D'ací surt cap Europa, a la Bundeslliga amb l'Stuttgart. Retorna el 1992, dos anys després, a l'Argentina per jugar amb dos clubs grans de la lliga, el Vélez Sarsfield i el Boca Juniors.
El 1996 creua de nou l'Atlàntic, en aquest cas a la lliga espanyola, per militar a l'Extremadura, de la primera divisió, i el Real Jaén, de la Segona. De nou el 1998 a l'Argentina, jugarà en el Deportivo Español, quan el club es trobava en una delicada situació econòmica i de nou en Boca i Vélez. Va acabar la seua carrera al Villa Dálmine el 2003.

### Títols
- Clausura 1993
- Libertadores 1994
- Intercontinental 1994
- Apertura 1995
- Interamericana 1995
- Apertura 1998
- Clausura 1999
- Apertura 2000
- Libertadores 2000
- Intercontinental 2000

### Com a entrenador
En la faceta tècnica, ha dirigiat a Deportivo Quito (2004) a l'Equador, Universitario de Deportes (2005), El Porvenir (2006)i Cienciano (2007) al Perú, i Santiago Morning (2008) a Xile.

## Selecció
Ha estat 31 vegades internacional amb la selecció argentina de futbol. va formar part del combinat del seu país que va acudir als Mundials de 1990 i 1994, així com a les Copa Amèrica de 1989 i 1993.